# NGC 3646
NGC 3646 é uma galáxia  localizada na direcção da constelação de Leo. Possui uma declinação de +20° 10' 09" e uma ascensão recta de 11 horas, 21 minutos e 43,2 segundos.
A galáxia NGC 3646 foi descoberta em 15 de Fevereiro de 1784 por William Herschel.